# Явтысый, Прокопий Андреевич
Проко́пий Андре́евич Явты́сый (1 июля 1932 — 23 декабря 2005) — ненецкий поэт, прозаик, художник. Почётный гражданин города Нарьян-Мар (2002).

## Биография
Окончил Ленинградский государственный педагогический институт им. А. И. Герцена (1960). С 1960 года работал учителем биологии и физкультуры в ненецкой средней школе-интернате в Нарьян-Маре. Участник агитационно-спортивного лыжного перехода по маршруту Нарьян-Мар — Усть-Цильма — Архангельск, посвящённого 40-летию Ненецкого АО (1969). Член Союза писателей РСФСР. Автор книг «В белой панице земля», «Бег оленя», «След аргиша», «Зов Морошковой земли» и др. Автор учебного пособия по ненецкому языку «Вытерко». В конце 1980-х гг. начал заниматься графикой. Выставки графических работ в Нарьян-Маре (1991, 1992), в Норвегии (1993, 1994). Награждён орденом Трудового Красного Знамени (1978), бронзовой медалью ВДНХ СССР (1982). Лауреат премии Архангельского комсомола в области литературы и искусства (1982).

## Семья
Двоюродный брат - Семён Николаевич Явтысый  (1941—1973) — первый ненецкий пилот. 
Жизни С. Н. Явтысого посвящена поэма Прокопия Явтысого «Крылатые нарты».